# Neolochmaea dilatipennis
Neolochmaea dilatipennis är en skalbaggsart som först beskrevs av Martin Jacoby 1886.  Neolochmaea dilatipennis ingår i släktet Neolochmaea och familjen bladbaggar. Inga underarter finns listade i Catalogue of Life.